# Coxititla
Coxititla är en ort i Mexiko.   Den ligger i kommunen Tequila och delstaten Veracruz, i den sydöstra delen av landet, 240 km öster om huvudstaden Mexico City. Coxititla ligger 1 107 meter över havet och antalet invånare är 270.
Terrängen runt Coxititla är varierad. Runt Coxititla är det ganska tätbefolkat, med 100 invånare per kvadratkilometer. Närmaste större samhälle är Córdoba, 14,9 km norr om Coxititla. I omgivningarna runt Coxititla växer i huvudsak städsegrön lövskog.